# Kvalifikace na Mistrovství Evropy ve fotbale 2020 – skupina D
Skupina D kvalifikace na mistrovství Evropy ve fotbale 2020 je jednou z 10 kvalifikačních skupin na tento šampionát. Přímý postup na závěrečný turnaj si zajistí první 2 týmy. Na rozdíl od předchozích evropských kvalifikací do baráže nepostoupí týmy na základě pořadí v kvalifikační skupině, ale podle konečného žebříčku v jednotlivých skupinách (ligách A–D) Ligy národů UEFA 2018/19.

## Výsledky
| Legenda                                                                         |
| ------------------------------------------------------------------------------- |
| Vítěz skupiny a druhý v pořadí postupující přímo na šampionát                   |
| Týmy postupující do baráže o účast na šampionátu                                |
| V křížové tabulce vpravo je domácí tým v levém sloupci, hostující v horní řadě. |

### Tabulka
| Tým       | Z | V | R | P | VG | IG | +/- | B  |
| --------- | - | - | - | - | -- | -- | --- | -- |
| Švýcarsko | 8 | 5 | 2 | 1 | 19 | 6  | +13 | 17 |
| Dánsko    | 8 | 4 | 4 | 0 | 23 | 6  | +17 | 16 |
| Irsko     | 8 | 3 | 4 | 1 | 7  | 5  | +2  | 13 |
| Gruzie    | 8 | 2 | 2 | 4 | 7  | 11 | -4  | 8  |
| Gibraltar | 8 | 0 | 0 | 8 | 3  | 31 | -28 | 0  |

|           | Švýcarsko | Dánsko | Irsko | Gruzie | Gibraltar |
| --------- | --------- | ------ | ----- | ------ | --------- |
| Švýcarsko | —         | 3:3    | 2:0   | 1:0    | 4:0       |
| Dánsko    | 1:0       | —      | 1:1   | 5:1    | 6:0       |
| Irsko     | 1:1       | 1:1    | —     | 1:0    | 2:0       |
| Gruzie    | 0:2       | 0:0    | 0:0   | —      | 3:0       |
| Gibraltar | 1:6       | 0:6    | 0:1   | 2:3    | —         |

### Zápasy
| 23. března 2019 15:00 |        |                       |                                                                                      |
| Gruzie                | 0 : 2  | Švýcarsko             | Boris Paichadze Dinamo Arena, Tbilisi diváci: 49 207 rozhodčí: Craig Pawson (Anglie) |
|                       | Zpráva | Zuber 57' Zakaria 80' | Boris Paichadze Dinamo Arena, Tbilisi diváci: 49 207 rozhodčí: Craig Pawson (Anglie) |

| 23. března 2019 18:00 |        |              |                                                                                   |
| Gibraltar             | 0 : 1  | Irsko        | Victoria Stadium, Gibraltar diváci: 2 000 rozhodčí: Anastasios Papapetrou (Řecko) |
|                       | Zpráva | Hendrick 49' | Victoria Stadium, Gibraltar diváci: 2 000 rozhodčí: Anastasios Papapetrou (Řecko) |

| 26. března 2019 20:45 |        |        |                                                                              |
| Irsko                 | 1 : 0  | Gruzie | Aviva Stadium, Dublin diváci: 40 317 rozhodčí: Serdar Gözübüyük (Nizozemsko) |
| Hourihane 36'         | Zpráva |        | Aviva Stadium, Dublin diváci: 40 317 rozhodčí: Serdar Gözübüyük (Nizozemsko) |

| 26. března 2019 20:45            |        |                                              |                                                                            |
| Švýcarsko                        | 3 : 3  | Dánsko                                       | St. Jakob-Park, Basilej diváci: 18 352 rozhodčí: Damir Skomina (Slovinsko) |
| Freuler 19' Xhaka 66' Embolo 76' | Zpráva | M. Jørgensen 84' Gytkjær 88' Dalsgaard 90+3' | St. Jakob-Park, Basilej diváci: 18 352 rozhodčí: Damir Skomina (Slovinsko) |

| 7. června 2019 18:00                             |        |           |                                                                                       |
| Gruzie                                           | 3 : 0  | Gibraltar | Boris Paichadze Dinamo Arena, Tbilisi diváci: 18 631 rozhodčí: Antti Munukka (Finsko) |
| Gvilia 30' Papunashvili 59' Arveladze 76' (pen.) | Zpráva |           | Boris Paichadze Dinamo Arena, Tbilisi diváci: 18 631 rozhodčí: Antti Munukka (Finsko) |

| 7. června 2019 20:45 |        |           |                                                               |
| Dánsko               | 1 : 1  | Irsko     | Parken, Kodaň diváci: 34 610 rozhodčí: Cüneyt Çakır (Turecko) |
| Højbjerg 76'         | Zpráva | Duffy 85' | Parken, Kodaň diváci: 34 610 rozhodčí: Cüneyt Çakır (Turecko) |

| 10. června 2019 20:45                                             |        |                 |                                                                        |
| Dánsko                                                            | 5 : 1  | Gruzie          | Parken, Kodaň diváci: 15 387 rozhodčí: Robert Schörgenhofer (Rakousko) |
| Dolberg 13', 63' Eriksen 30' (pen.) Poulsen 73' Braithwaite 90+3' | Zpráva | Lobzhanidze 25' | Parken, Kodaň diváci: 15 387 rozhodčí: Robert Schörgenhofer (Rakousko) |

| 10. června 2019 20:45              |        |           |                                                                         |
| Irsko                              | 2 : 0  | Gibraltar | Aviva Stadium, Dublin diváci: 36 281 rozhodčí: Radu Petrescu (Rumunsko) |
| J. Chipolina 29' (vl.) Brady 90+3' | Zpráva |           | Aviva Stadium, Dublin diváci: 36 281 rozhodčí: Radu Petrescu (Rumunsko) |

| 5. září 2019 20:45 |        |                                                                     |                                                                              |
| Gibraltar          | 0 : 6  | Dánsko                                                              | Victoria Stadium, Gibraltar diváci: 2 076 rozhodčí: Jonathan Lardot (Belgie) |
|                    | Zpráva | Skov 6' Eriksen 34' (pen.), 50' (pen.) Delaney 69' Gytkjær 73', 78' | Victoria Stadium, Gibraltar diváci: 2 076 rozhodčí: Jonathan Lardot (Belgie) |

| 5. září 2019 20:45 |        |           |                                                                                    |
| Irsko              | 1 : 1  | Švýcarsko | Aviva Stadium, Dublin diváci: 44 111 rozhodčí: Carlos del Cerro Grande (Španělsko) |
| McGoldrick 85'     | Zpráva | Schär 74' | Aviva Stadium, Dublin diváci: 44 111 rozhodčí: Carlos del Cerro Grande (Španělsko) |

| 8. září 2019 18:00 |        |        |                                                                                            |
| Gruzie             | 0 : 0  | Dánsko | Boris Paichadze Dinamo Arena, Tbilisi diváci: 21 456 rozhodčí: François Letexier (Francie) |
|                    | Zpráva |        | Boris Paichadze Dinamo Arena, Tbilisi diváci: 21 456 rozhodčí: François Letexier (Francie) |

| 8. září 2019 18:00                                     |        |           |                                                                   |
| Švýcarsko                                              | 4 : 0  | Gibraltar | Stade Tourbillon, Sion diváci: 8 318 rozhodčí: Pavel Orel (Česko) |
| Zakaria 37' Mehmedi 43' Rodríguez 45+4' Gavranović 87' | Zpráva |           | Stade Tourbillon, Sion diváci: 8 318 rozhodčí: Pavel Orel (Česko) |

| 12. října 2019 15:00 |        |       |                                                                                     |
| Gruzie               | 0 : 0  | Irsko | Boris Paichadze Dinamo Arena, Tbilisi diváci: 24 385 rozhodčí: Marco Guida (Itálie) |
|                      | Zpráva |       | Boris Paichadze Dinamo Arena, Tbilisi diváci: 24 385 rozhodčí: Marco Guida (Itálie) |

| 12. října 2019 18:00 |        |           |                                                                     |
| Dánsko               | 1 : 0  | Švýcarsko | Parken, Kodaň diváci: 35 964 rozhodčí: Aleksei Kulbakov (Bělorusko) |
| Poulsen 84'          | Zpráva |           | Parken, Kodaň diváci: 35 964 rozhodčí: Aleksei Kulbakov (Bělorusko) |

| 15. října 2019 20:45          |        |                                            |                                                                           |
| Gibraltar                     | 2 : 3  | Gruzie                                     | Victoria Stadium, Gibraltar diváci: 1 455 rozhodčí: Paolo Valeri (Itálie) |
| Casciaro 66' R. Chipolina 74' | Zpráva | Kharaishvili 10' Kankava 21' Kvilitaia 84' | Victoria Stadium, Gibraltar diváci: 1 455 rozhodčí: Paolo Valeri (Itálie) |

| 15. října 2019 20:45          |        |       |                                                                            |
| Švýcarsko                     | 2 : 0  | Irsko | Stade de Genève, Ženeva diváci: 24 766 rozhodčí: Szymon Marciniak (Polsko) |
| Seferović 16' Fernandes 90+3' | Zpráva |       | Stade de Genève, Ženeva diváci: 24 766 rozhodčí: Szymon Marciniak (Polsko) |

| 15. listopadu 2019 20:45                                     |        |           |                                                              |
| Dánsko                                                       | 6 : 0  | Gibraltar | Parken, Kodaň diváci: 24 033 rozhodčí: István Vad (Maďarsko) |
| Skov 12', 64' Gytkjær 47' Braithwaite 51' Eriksen 85', 90+3' | Zpráva |           | Parken, Kodaň diváci: 24 033 rozhodčí: István Vad (Maďarsko) |

| 15. listopadu 2019 20:45 |        |        |                                                                            |
| Švýcarsko                | 1 : 0  | Gruzie | Kybunpark, St. Gallen diváci: 16 400 rozhodčí: Danny Makkelie (Nizozemsko) |
| Itten 77'                | Zpráva |        | Kybunpark, St. Gallen diváci: 16 400 rozhodčí: Danny Makkelie (Nizozemsko) |

| 18. listopadu 2019 20:45 |        |                                                              |                                                                             |
| Gibraltar                | 1 : 6  | Švýcarsko                                                    | Victoria Stadium, Gibraltar diváci: 2 079 rozhodčí: Benoît Millot (Francie) |
| Styche 74'               | Zpráva | Itten 10', 84' Vargas 50' Fassnacht 57' Benito 75' Xhaka 86' | Victoria Stadium, Gibraltar diváci: 2 079 rozhodčí: Benoît Millot (Francie) |

| 18. listopadu 2019 20:45 |        |                 |                                                                      |
| Irsko                    | 1 : 1  | Dánsko          | Aviva Stadium, Dublin diváci: 50 000 rozhodčí: Felix Brych (Německo) |
| Doherty 85'              | Zpráva | Braithwaite 73' | Aviva Stadium, Dublin diváci: 50 000 rozhodčí: Felix Brych (Německo) |